# 中国橄榄球协会
中国橄榄球协会是中华人民共和国橄榄球运动者和爱好者等组成的全国性体育组织，由中华全国体育总会领导，2010年正式成立，会址位于北京市。